# United States Coast Guard Light List
De United States Coast Guard Light List is een door de USCG uitgegeven publicatie in 7 delen die informatie bevat informatie over vuurtorens, boeien, geluidssignalen, bakens en andere hulpmiddelen voor de navigatie van schepen in de Verenigde Staten van Amerika. Hiermee is de lijst verschillend van de NGA List of Lights Radio Aids & Fog Signals die juist deze objecten buiten de Verenigde Staten beschrijft.
De 7 delen beschrijven elk een eigen gebied:
- I: Oostkust van St. Croix River, Maine tot Shrewsbury River, New Jersey
- II: Oostkust van Shrewsbury River, New Jersey tot Little River, South Carolina
- III: Oostkut van Little River, South Carolina tot Econfina River, Florida
- IV: Golf van Mexico
- V: Stroomgebied van de Mississippi
- VI: Westkust en eilanden in de Stille Oceaan
- VII: Grote Meren